# Суд Божий
«Суд Божий» (фр. Le Jugement de Dieu) — французский исторический кинофильм режиссёра Раймона Бернара 1952 года, с Луи де Фюнесом.

## Сюжет
Бавария, 1433 год. Обстоятельства требуют, чтобы принц Альберт женился на принцессе Берте фон Вюртемберг, но красавец-принц не хочет жениться на некрасивой принцессе. Несмотря на это, он обязан подчиниться воле своего авторитарного отца, герцога Эрнеста, и отправляется в сопровождении свиты в Вюртемберг. Сделав остановку в Аугсбурге, он знакомится с дочерью местного цирюльника Агнес Бернауер и влюбляется без памяти. Через некоторое время пара тайно обручается и скрывается в замке тёти Альберта, маркграфини Жозефы, пока герцог не признает их брак. Но герцог Эрнест отказывает им, и тогда Альберт при поддержке Жозефы, собрав армию, объявляет отцу войну. Они уже почти одерживают верх, когда один монах, брат Энрике, объявляет Агнес колдуньей…

## В ролях
- Андре Дебар — Агнес Бернауэр
- Жан-Клод Паскаль — Альберт III, герцог Баварии
- Пьер Ренуар — Эрнест, герцог Баварии
- Габриэль Дорзья — Жозефа, тетя принца Альберта
- Жан Баррер — граф Торринг
- Оливье Юссено — г-н Bernauer, отец Агнес и Мари (парикмахер)
- Луи Сенье — бургомистр (мэр)
- Андре Уэсли — капитан
- Жак Динам — солдат
- Макс Далбан — мясник
- Жан Кларьё — лидер вне закона
- Марсель Рейна — министр
- Луи де Фюнес — эмиссар бургомистра
- Жорж Дукин — Энрике (монах)